# Prasinocyma semimacula
Prasinocyma semimacula är en fjärilsart som beskrevs av Louis Beethoven Prout 1925. Prasinocyma semimacula ingår i släktet Prasinocyma och familjen mätare. Inga underarter finns listade i Catalogue of Life.